# Tierra Comunera
Tierra Comunera (TC) fue un partido político español de tendencia castellanista. Fue fundado en noviembre de 1988 en Soria, si bien tenía su mayor implantación política en la ciudad de Burgos, donde se hallaba su sede. 

## Fundación y origen
En el proceso constituyente iniciado en 1987 y que desembocó en la creación de Tierra Comunera participaron personas de diferentes procedencias y tendencias ideológicas: los miembros de la asociación cultural Concejo Comunero de Barcelona, formada por castellanos emigrantes en Cataluña; el pequeño partido nacionalista Unidad Nacional Castellana (UNC), con sede en Madrid e integrado básicamente por personas de Cuenca, Guadalajara y la emigración castellana en Valencia y cuyos dirigentes habían militado en el Partido Nacionalista de Castilla y León (PANCAL); Izquierda Autónoma de Castilla y León, colectivo autogestionario creado por personas de Burgos, Madrid, Valladolid y Logroño; el colectivo izquierdista Nación Comunera, formado por miembros del sindicato Comisiones Obreras de Ávila, Segovia y Valladolid que procedían de la Unidad Popular Castellana (UPC); también participaron independientes; entre ellos folcloristas, miembros de la asociación Concejo Comunero de Colmenar Viejo y Madrid, y algunos escritores castellanistas ligados a la editorial Riodelaire que ya en 1983 habían colaborado en Palencia a la creación del partido centrista y nacionalista Unidad Comunera Castellana (UNCC), partido este que tiempo después acabó integrándose en Tierra Comunera. Algunos de los colectivos y personas que de forma activa habían contribuido al proceso de constitución de Tierra Comunera finalmente no se integraron en el nuevo partido nacionalista castellano.

## Cambios en la denominación del partido
El nombre original del partido en su fundación fue el de Tierra Comunera, pero tras el II Congreso Nacional del partido, celebrado en Huete en 1991, pasó a denominarse Tierra Comunera-Partido Nacionalista Castellano (TC-PNC). Tras el VII Congreso Nacional, celebrado en Segovia en 2004, se acordó el cambio de nombre del partido, volviendo al nombre original: Tierra Comunera. En 2009 se refundó como Partido Castellano-Tierra Comunera (PCAS-TC)

## Presupuestos ideológicos
TC exigía el reconocimiento de Castilla como nacionalidad histórica y su unidad territorial, superando la fragmentación de la "nación castellana" en cinco comunidades autónomas (Castilla y León, Castilla-La Mancha, Madrid, Cantabria y La Rioja), si bien su representación en estas dos últimas comunidades autónomas era casi inexistente. Políticamente se definía como federalista, nacionalista y castellanista.

## Resultados electorales

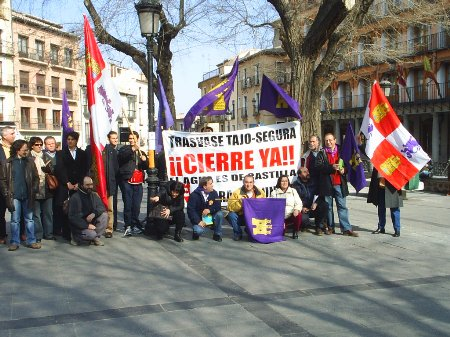
Acto de Tierra Comunera en Toledo (2006).

En 1999 obtuvo los mejores resultados electorales de su historia en Castilla y León, logrando 3 concejales en el Ayuntamiento de Burgos (Luis Marcos Naveira, Miguel Ángel Álvarez Millán y Belén Güemes Güemes), un representante en la Diputación Provincial de Burgos (Benito Calzada Peña) y un diputado en las Cortes de Castilla y León, Juan Carlos Rad Moradillo. 

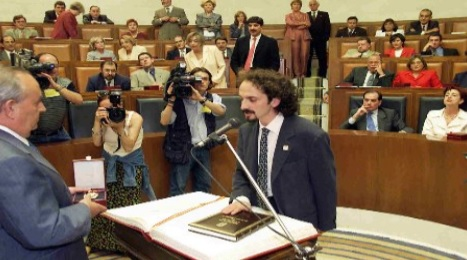
Toma de posesión de Carlos Rad como procurador de las Cortes de Castilla y León (1999)

En 1999 y 2001, TC-PNC participó en el equipo de gobierno del Ayuntamiento de Burgos, en coalición con el PSOE e IU, siendo nombrado Luis Marcos Teniente de Alcalde y concejal de Cultura, mientras Miguel Ángel Álvarez dirigió la concejalía de Hacienda y Belén Güemes la de Juventud.
En las elecciones municipales y autonómicas de 2003, a pesar de aumentar su representación hasta 72 concejales en las elecciones municipales y obtener 23.301 votos en las autonómicas, TC-PNC perdió su representación en el Ayuntamiento de Burgos, Diputación de Burgos y Cortes de Castilla y León. Las elecciones de 2003 supusieron la entrada de la presencia castellanista en ayuntamientos de las provincias castellanas de Ávila, Segovia, Valladolid, Palencia, Guadalajara y Ciudad Real, al margen de la provincia de Burgos, donde el partido tuvo decenas de cargos públicos, varias alcaldías como las de Caleruega y Valle de Santibáñez y participó en el gobierno municipal de Aranda de Duero, gobernando en coalición con el Partido Popular.
De entre los partidos castellanistas, existentes y desaparecidos, TC ha sido el más destacado electoralmente y de vida más larga. 
Tierra Comunera acudió a las elecciones municipales españolas de 2007 en Castilla y León en coalición con la plataforma Alternativa por Castilla y León (ACAL) en la que participaban otras formaciones políticas como Partido del Bierzo (PB), Partido del Progreso de las Ciudades de Castilla y León (PPCCAL) y antiguos militantes de Unidad Regionalista de Castilla y León (URCL). El candidato a la Junta de Castilla y León fue Juan Carlos Rad Moradillo. En Castilla-La Mancha acudieron en solitario (presentándose como candidato a la presidencia de la Junta de Comunidades de Castilla-La Mancha, el presidente nacional del partido, Lorenzo Amaro) y en la Comunidad de Madrid en la plataforma Madrid es Castilla.
Los resultados supusieron un aumento de su apoyo electoral en las elecciones autonómicas, conservando la mayor parte de sus votos en Castilla y León. En total, obtuvieron 22.297 votos (un 2'40 % de los votos en el total de las circunscripciones en las que se presentaron).
En las municipales, TC obtuvo 14.367 votos (12.119 en Castilla y León, 1.357 en Castilla-La Mancha y el resto en Madrid), que se tradujeron en 13 concejales en Ávila, 64 en Burgos, 2 concejales en Cuenca, 2 concejales en Palencia, 2 concejales en Salamanca, 2 concejales en Segovia,
un concejal en Soria, cuatro concejales en Toledo y 2 concejales en Madrid, 92 concejales en total.
Considerando al Partido del Bierzo (PB) y al Partido del Progreso de las Ciudades de Castilla y León, partidos coaligados con TC en León y  Valladolid en la plataforma ACAL respectivamente, que aportaron 4.788 votos más y dos concejales, en la provincia de León, el resultado en las municipales en Castilla y León es ligeramente superior al de 2003, en que se cosecharon 16.411 votos, pero mejor representación (en 2003 solo se obtuvieron 72 ediles).  
| Resultados electorales de Tierra Comunera (Autonómicas) | Resultados electorales de Tierra Comunera (Autonómicas) | Resultados electorales de Tierra Comunera (Autonómicas) | Resultados electorales de Tierra Comunera (Autonómicas) | Resultados electorales de Tierra Comunera (Autonómicas) | Resultados electorales de Tierra Comunera (Autonómicas) |
| Castilla y León                                         | Castilla y León                                         | Castilla y León                                         | Castilla y León                                         | Castilla y León                                         | Castilla y León                                         |
| ------------------------------------------------------- | ------------------------------------------------------- | ------------------------------------------------------- | ------------------------------------------------------- | ------------------------------------------------------- | ------------------------------------------------------- |
| Fecha                                                   | 26 de mayo de 1991                                      | 28 de mayo de 1995                                      | 13 de junio de 1999                                     | 25 de mayo de 2003                                      | 27 de mayo de 2007                                      |
| Votos                                                   | 1.900                                                   | 9.494                                                   | 20.274                                                  | 18.595                                                  | 17.394                                                  |
| Porcentaje (%)                                          | 0,13                                                    | 0,60                                                    | 1,34                                                    | 1,15                                                    | 1,16                                                    |
| Castilla-La Mancha                                      |                                                         |                                                         |                                                         |                                                         |                                                         |
| Fecha                                                   | 26 de mayo de 1991                                      | 28 de mayo de 1995                                      | 13 de junio de 1999                                     | 25 de mayo de 2003                                      | 27 de mayo de 2007                                      |
| Votos                                                   | 918                                                     | 1.406                                                   | 1.737                                                   | 2.187                                                   | 2.525                                                   |
| Porcentaje (%)                                          | 0,10                                                    | 0,13                                                    | 0,16                                                    | 0,20                                                    | 0,25                                                    |
| Comunidad de Madrid                                     |                                                         |                                                         |                                                         |                                                         |                                                         |
| Fecha                                                   | 26 de mayo de 1991                                      | 28 de mayo de 1995                                      | 13 de junio de 1999                                     | 26 de octubre de 2003                                   | 27 de mayo de 2007                                      |
| Votos                                                   | -                                                       | -                                                       | 1.553                                                   | 1.135                                                   | 2.412                                                   |
| Porcentaje (%)                                          | -                                                       | -                                                       | 0,06                                                    | 0,04                                                    | 0,08                                                    |

| Circunscripción    | Elecciones de 1991 | Elecciones de 1991 | Elecciones de 1995 | Elecciones de 1995 | Elecciones de 1999 | Elecciones de 1999 | Elecciones de 2003 | Elecciones de 2003 | Elecciones de 2007 | Elecciones de 2007 |
| Circunscripción    | Candidaturas       | Concejales         | Candidaturas       | Concejales         | Candidaturas       | Concejales         | Candidaturas       | Concejales         | Candidaturas       | Concejales         |
| ------------------ | ------------------ | ------------------ | ------------------ | ------------------ | ------------------ | ------------------ | ------------------ | ------------------ | ------------------ | ------------------ |
| Ávila              | -                  | -                  | -                  | -                  | -                  | -                  | 8                  | 10                 | 16                 | 13                 |
| Burgos             | 1                  | -                  | 16                 | 22                 | 39                 | 44                 | 69                 | 54                 | 73                 | 65                 |
| Palencia           | -                  | -                  | 2                  | -                  | 3                  | -                  | 12                 | 5                  | 12                 | 3                  |
| Salamanca          | -                  | -                  | 1                  | -                  | 3                  | -                  | -                  | -                  | 3                  | 2                  |
| Segovia            | -                  | -                  | -                  | -                  | 1                  | -                  | 2                  | -                  | 5                  | 2                  |
| Soria              | 1                  | -                  | -                  | -                  | -                  | -                  | -                  | -                  | 1                  | 1                  |
| Valladolid         | -                  | -                  | 1                  | -                  | 5                  | 1                  | 7                  | 1                  | 7                  | -                  |
| Castilla y León    | 2                  | -                  | 20                 | 22                 | 51                 | 45                 | 98                 | 70                 | 128                | 89                 |
| Albacete           | -                  | -                  | -                  | -                  | -                  | -                  | -                  | -                  | 1                  | -                  |
| Ciudad Real        | -                  | -                  | -                  | -                  | 3                  | -                  | 3                  | 1                  | 1                  | -                  |
| Cuenca             | 1                  | -                  | 2                  | -                  | 2                  | -                  | 2                  | -                  | 6                  | 2                  |
| Guadalajara        | -                  | -                  | 1                  | 1                  | 2                  | -                  | 14                 | 1                  | 1                  | -                  |
| Toledo             | -                  | -                  | -                  | -                  | 1                  | -                  | 1                  | -                  | 6                  | 4                  |
| Castilla-La Mancha | 1                  | -                  | 3                  | 1                  | 8                  | -                  | 20                 | 2                  | 15                 | 6                  |
| Madrid             | -                  | -                  | -                  | -                  | 3                  | -                  | 5                  | -                  | 5                  | 2                  |
| Total Castilla     | 3                  | -                  | 23                 | 23                 | 62                 | 45                 | 123                | 72                 | 148                | 97                 |

Candidaturas presentadas en municipios, sin incluir entidades locales menores.
| Congresos del PCAS | Lugar           | Año  | Secretario general            | Presidente                 |
| ------------------ | --------------- | ---- | ----------------------------- | -------------------------- |
| I Congreso         | Soria           | 1988 | Luis Antonio Marcos Naveira   | Jesús M. Rodríguez Sánchez |
| II Congreso        | Huete           | 1991 | Carlos Rad Moradillo          | Jesús M. Rodríguez Sánchez |
| III Congreso       | Burgos          | 1994 | Luis Antonio Marcos Naveira   | Jesús M. Rodríguez Sánchez |
| IV Congreso        | Valladolid      | 1997 | Luis Antonio Marcos Naveira   | Jesús M. Rodríguez Sánchez |
| V Congreso         | Puertollano     | 1999 | Luis Antonio Marcos Naveira   | Jesús M. Rodríguez Sánchez |
| VI Congreso        | Palencia        | 2002 | Luis Antonio Marcos Naveira   | Lorenzo Amaro Peces        |
| VII Congreso       | Segovia         | 2004 | Luis Antonio Marcos Naveira   | Lorenzo Amaro Peces        |
| VIII Congreso      | Aranda de Duero | 2007 | José Ignacio Delgado Palacios | Pedro Manuel Soriano Galán |

## Refundación
En 2008, Tierra Comunera inició un proceso de refundación, que dio lugar al Partido Castellano-Tierra Comunera, denominación bajo la que canaliza su acción política desde entonces. A partir de las elecciones municipales y autonómicas de 2015, el Partido Castellano comenzó a utilizar como apellido la marca Tierra Comunera, para hacer visible el origen de esta formación política.

## Hemerografía
- "Castilla Comunera" n.º 1 abril-agosto de 2002. Revista editada por el Grupo Parlamentario de Tierra Comunera-Partido Nacionalista Castellano en las Cortes de Castilla y León.

- Datos: Q3321381